# Arnold Frans Rubens

Veldslag tussen Turken en Polen

Arnold Frans Rubens of Rubbens (Antwerpen, 1687  – aldaar,  1719) was een Vlaamse barokschilder gespecialiseerd in kabinetstukken van landschappen en veldslagen.  Hij schilderde ook bijbelse thema's en genre scenes.

## Leven
Er is weinig bekend over zijn levensloop en opleiding.  Hij werd geboren in Antwerpen als de zoon van Arnold Rubens en Catharina Pannes.  Hij werd in 1709-1710 ingeschreven als meester in het Antwerpse Sint-Lucasgilde.
Hij huwde op 10 januari 1710 te Antwerpen met Ursula Verbist.  In 1715-1716 was hij de leermeester van Jacob de Vil.

## Werk

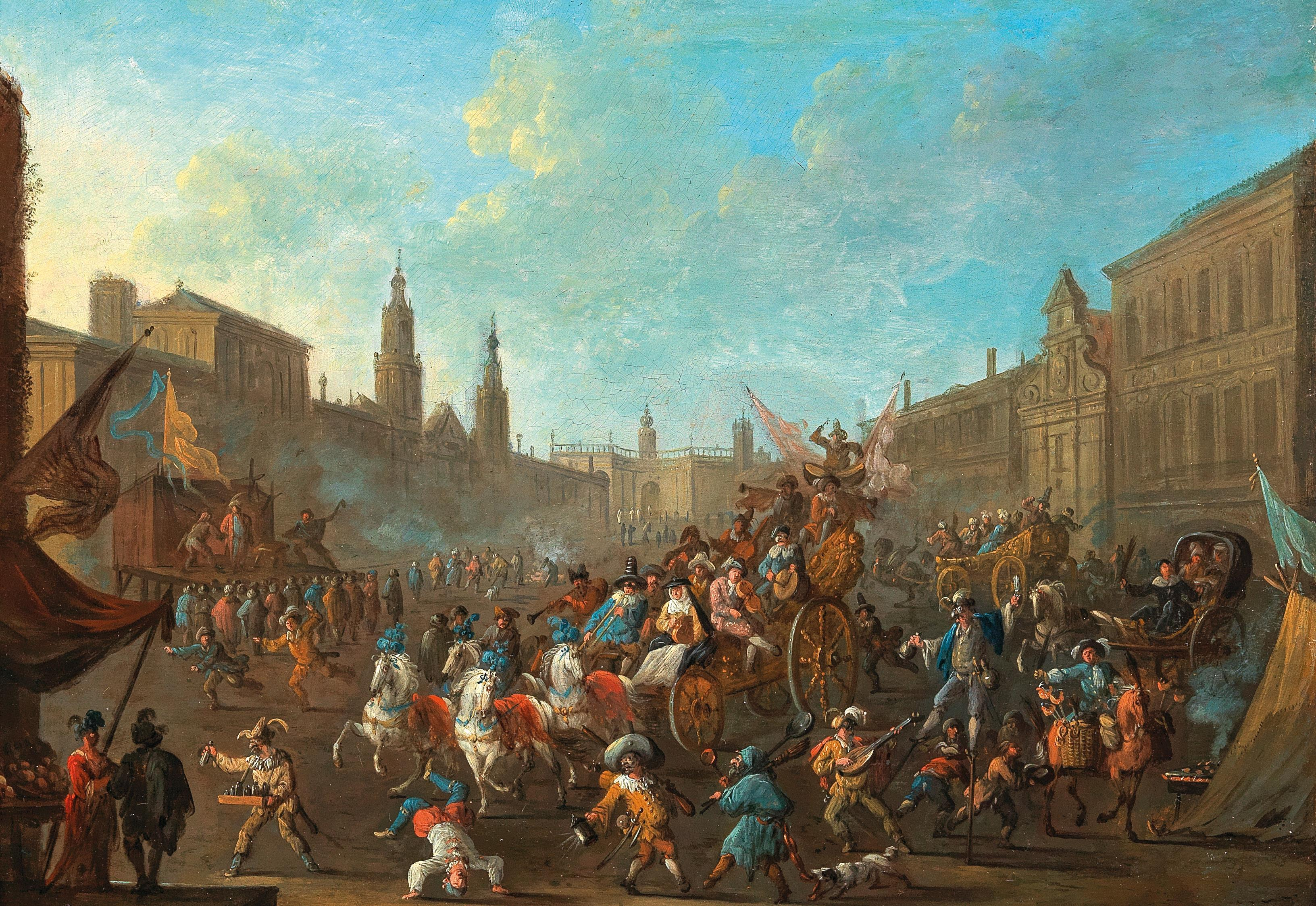
Carnaval op een Italiaans plein

Zijn bekende werk bestaat voor de meerderheid uit kabinetstukken die landschappen en veldslagen uitbeelden.  Veel van de landschappen zijn rivier- of zeegezichten.  De veldslagen zijn vaak geplaatst in de oudheid of een oosterse omgeving.  Zijn werk is beïnvloed door de Vlaamse schilder Jan Baptist van der Meiren die gelijkaardige werken schilderde. Hij schilderde ook bijbelse onderwerpen and genre scenes.
In zijn De levensbeschryvingen van Nederlandsche konstschilders en konstschilderessen (1729-1769) toont de Nederlandse biograaf Jacob Campo Weyerman waardering voor Rubens’ uitbeelding van de gezichten van de soldaten en zijn coloriet maar hij is negatief over de manier waarop hij paarden schilderde en verwijt hem de prenten van de Duitse schilder van batailles Georg Philipp Rugendas te kopiëren.  Hij is echter positief over het karakter van Rubens dat hij als volgt omschrijft:
Vorders is dat Konstenaartje by uitnemendheit gedienstig
en vriendelyk voor een geboren Antwerpenaar, welke
Sinjoors doorgaans zo trots en onvriendelyk vallen tegens de
Vreemdelingen als zo veele opgeblaaze Lucifers, en klaarlyk
betoonen afkomstig te zyn van Duc d'Alba's Spaansche
Officieren en Krygsluiden  ….
Werken van hem worden bewaard in onder meer het Hermitage (Sint-Petersburg) en de Galleria Doria Pamphilj.